# ريتشل جويس
ريتشل جويس (بالإنجليزية: Rachel Joyce)‏ هي تريثلت بريطانية، ولدت في 16 يونيو 1978.

## وصلات خارجية
- الموقع الرسمي
- ريتشل جويس على موقع اتحاد الترياتلون الدولي (الإنجليزية)
- ريتشل جويس على موقع IAT Triathlon Database (الإنجليزية)